# Кропивницький будівельний коледж
Кропивницький будівельний фаховий коледж(до 2017 — Кіровоградський будівельний коледж) — державний вищий навчальний заклад І—ІІ рівнів акредитації у місті Кропивницький; один з найстаріших навчальних закладів Кіровоградської області, який був заснований у 1930 році на базі художньої школи постановою Єлисаветградської міської ради для забезпечення будівництва регіону керівниками середньої ланки. У 2007 році навчальний заклад був перейменований із технікуму на коледж. Назва "фаховий коледж" стала використовуватися до коледжів в Україні у зв'язку з набуттям чинності Закону України "Про фахову передвищу освіту". Закон був прийнятий парламентом 13 жовтня 2021 року і набув чинності 1 вересня 2022 року. Тож, офіційно перейменування коледжів на "фахові коледжі" відбувалося з 1 вересня 2022 року.

## Історія коледжу
Кропивницький будівельний фаховий коледж один з найстаріших навчальних закладів області був заснований 6 березня 1930 року на базі художньої школи постановою Єлисаветградської міської ради для забезпечення будівництва регіону керівниками середньої ланки. З 1931 по 1934 рік технікум називався Зінов’євським, а в 1934р. перейменований в Кіровоградський. У період Другої світової війни навчальний корпус технікуму був зруйнований авіабомбою і відновленню вже не підлягав. Після звільнення міста Кіровограда від німецьких військ, технікум у 1944 році відновив свою діяльність в приміщенні колишнього маєтку поміщика Бородкіна, яке знаходилося на розі вулиць Леніна і Театральної (нині Двірцевої і Нейгауза).
Сучасна навчальна база технікуму в складі: навчального, навчально-виробничого корпусів і двох приміщень гуртожитку будувалася в 1964 – 1967 роках, коли директором був Сужаєв В.Є.
Кропивницький будівельний фаховий коледж є базовим для ВНЗ І-ІІ рівнів акредитації Кіровоградської області. У ньому організовується науково-методична робота з викладачами та студентами технікумів, училищ, коледжів, проводяться обласні методичні об’єднання викладачів, на яких вивчається і поширюється передовий педагогічний досвід, нові технології навчання і виховання.
Для узагальнення і пропаганди педагогічного досвіду, координації діяльності обласних методичних об’єднань, забезпечення поточної організаційної і методичної діяльності при базовому навчальному закладі функціонує методичний кабінет. При якому діють десять обласних методичних об’єднань вищих навчальних закладів І-ІІ рівнів акредитації Кіровоградської області.
Голови методичних об’єднань – досвідчені висококваліфіковані спеціалісти, викладачі з різних навчальних закладів, які систематично проводять засідання, та надають методичну допомогу викладачам ВНЗ І-ІІ рівнів акредитації області. Серед даних спеціалістів викладачі Кропивницького будівельного коледжу: Чернишова Інна Анатоліївна (голова обласного методичного об’єднання заступників директорів з виховної роботи), Муромцева Анна Василівна (голова обласного методичного об’єднання викладачів фізики), Токарь Лев Натанович (голова обласного методичного об’єднання викладачів креслення та стандартизації). Для науково-методичної роботи коледжу найважливішою складовою стало запровадження в освітній процес сучасних педагогічних та інформаційно-комунікаційних технологій навчання.
Методична робота в навчальному закладі постійно удосконалюється відповідно до вимог сучасного навчального процесу. Викладачі беруть активну участь у розробці навчальних програм; методичних рекомендацій для студентів заочної форми навчання; розробці тестових матеріалів для контролю знань; укладанні методичних рекомендацій для організації самостійної пізнавальної діяльності студентів; написанні лекцій, посібників, зошитів для лабораторних і практичних занять. Все це працює на оновлення і покращення якості навчально-методичних комплексів навчальних дисциплін. Цьому приділяється значна увага, як інтегруючому фактору щодо оцінки методичного рівня педагога.
Виховна робота в коледжі ґрунтується на науково-правовій базі, носить системний та наскрізний характер, враховує вікові особливості студентів, їх нахили в розрізі спеціальностей, реалізує індивідуальний підхід у роботі із студентами.
Форми проведення виховних годин різноманітні. Це тематичні вечори, інформаційні години, круглі столи, бесіди, диспути, зустрічі, розважальні програми.
Крім того, навчальний заклад має ряд гарних традицій: студенти коледжу постійно відвідують ветеранів війни та працівників-пенсіонерів; групи коледжу протягом року відвідують дитячий будинок, волонтери коледжу відвідують будинок людей похилого віку «Милосердний Саморянин» та Психо – неврологічний будинок пристарілих. Крім того коледж тісно співпрацює з організаціями міста: Міською службою у справах дітей, Центром планування сім’ї, Міським центром охорони здоров’я, Кіровоградською обласною. бібліотекою для юнацтва ім. Є. Маланюка, театром ім. М.Л. Кропивницького, Міським центром соціальних служб для молоді, краєзнавчим музеєм, Міським відділом сім’ї та молоді, Міським відділом опіки та піклування, універсальною бібліотекою ім. Чижевського. У навчальному закладі постійно працюють представники Корпусу Миру, які допомагають студентам удосконалювати розмовну англійську мову.
У коледжі діє студентське самоврядування та рада гуртожитку, студенти навчального закладу входять до міської молодіжної ради, молодіжного парламенту.
З метою утвердження здорового способу життя у коледжі діє ряд спортивних секцій, учасники яких беруть активну участь у різних видах змагань та займають призові місця.
Навчальний заклад має студентів, яким призначалися іменні стипендії Президента України, Верховної Ради України та Обласної державної адміністрації.
На належному рівні у коледжі стоїть і виробнича діяльність. Навчальний заклад має свої майстерні та учбові комплекси на виробництві, де студенти проходять практику.
Вся робота в коледжі направлена на розвиток гармонійної, обізнаної людини, та конкурентоспроможного фахівця.
Випускники коледжу продовжують навчання в Кіровоградському національному технічному університеті, Одеській академії архітектури та будівництва, Київському національному університеті будівництва та архітектури, Криворізький національний технічний університет, Полтавському національному технічному університеті ім. Ю.Кондратюка та інших навчальних закладах.
Коледж має 3-х поверховий навчальний корпус, в якому знаходиться актова зала, спортивна зала, бібліотека, кабінети та лабораторії. Двоповерховий навчально-виробничий корпус, в якому розташовані навчальні майстерні, кабінети. Наявні кабінети, лабораторії та майстерні відповідають вимогам навчальних планів по підготовці спеціалістів. При коледжі є два гуртожитки на 200 місць розташовані на Площі Дружби народів, будинок 4. Студенти коледжу 100% забезпеченні гуртожитком. Навчальний заклад забезпечений бібліотекою загальний книжковий фонд – 44350 примірників по всім галузям знань, половина фонду – підручники та спеціальна література. Обов’язковою вимогою часу є підключення комп’ютерів бібліотеки до мережі Інтернет. Це розширює можливості інформаційного забезпечення, дає змогу більш ефективно користуватись інформаційно-пошуковими системами. .
Навчальний процес забезпечений комп’ютерною технікою, на 1 комп’ютер припадає 3 студенти, але працює Wi-Fi зона тому всі студенти можуть вільно користуватися всіма електронним пристроями та мають доступ до мережі Інтернет.
В навчальному процесі використовуються проектори та комп’ютерна техніка.
У 2007 році технікум перейменовано в ДВНЗ “Кіровоградський будівельний коледж”, у 2018 – Кропивницький будівельний коледж, а з 2022 Кропивницький будівельний фаховий коледж, який за 95 років своєї діяльності підготував близько двадцяти тисяч спеціалістів молодшої ланки. Директором навчального закладу на сьогодні є Чернишова І.А.

## Структура коледжу
У Кропивницькому будівельному коледжі діють три відділення:
– газопостачання і будівництва доріг;
– будівництва та організації виробництва;
– архітектури та будівництва.

## Напрями і спеціальності
- Будівництво та експлуатація будівель та споруд;
- Монтаж та обслуговування устаткування і систем газопостачання;
- Організація виробництва;
- Монтаж та обслуговування теплотехнічного устаткування і систем теплопостачання;
- Архітектурний дизайн;
- Архітектурне проектування у будівництві;
- Будівництво, експлуатація і ремонт автомобільних доріг і аеродромів.

## Чисельність коледжу
- 705 – студентів
- 27 – дітей – сиріт
- 5 – дітей – інвалідів
- 3 – дітей – чорнобильців
- 30 – дітей з багатодітних сімей
- 2 – студентські сім`ї
- 12 – студентів, батьки яких перебувають в зоні АТО
- Забезпечує навчальний процес в коледжі колектив у складі 110 осіб (викладачі та обслуговчий персонал).

## Відомі випускники
- Батистов М. К. — Заслужений будівельник УРСР;
- Гребенюк О. В. — Заслужений будівельник СРСР[ru];
- Мірошніченко В. І. — Заслужений будівельник СРСР[ru];
- Кальченко В. М. — народний депутат України;
- Касьянов С. П. — голова Ради директорів агропромислової групи KSG Agro.Крім агробізнесу;
- Колісніченко В. Є. — Герой Радянського Союзу;
- Ліпей М. М. — Заслужений будівельник України;
- Мухін Г. В. — мер Кропивницького;
- Пузаков В. Т. — народний депутат України;
- Сибірцев В. І. — український державний діяч;
- Федорчук А.Д — Заслужений будівельник України.